# Muriel de la Fuente
Muriel de la Fuente és un municipi de la província de Sòria, a la comunitat autònoma de Castella i Lleó.